# Blažice
Blažice (Hongaars: Balogd) is een Slowaakse gemeente in de regio Košice, en maakt deel uit van het district Košice-okolie.
Blažice telt 564 inwoners.